# Ťiang Ťing-kuo

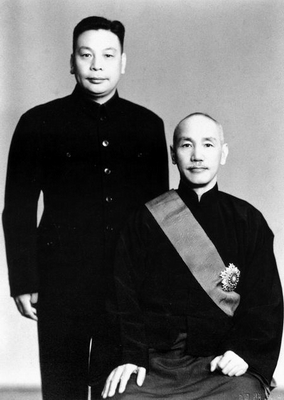
Ťiang Ťing-kuo s Čankajškem v roce 1948

Ťiang Ťing-kuo (čínsky pchin-jinem Jiǎng Jīngguó, znaky zjednodušené 蒋经国, tradiční 蔣經國; 27. dubna 1910 – 13. ledna 1988) byl prezident Čínské republiky a syn Čankajška. Za jeho vlády došlo k uvolnění diktátorského režimu na Tchaj-wanu, uplatňovaného za vlády Čankajška. Rovněž umožnil vznik volného trhu, zrušil v zemi stanné právo a povolil politickou opozici.

## Mládí
Ťiang Ťing-kuo se narodil 27. dubna 1910 Čankajškovi a jeho první manželce Mao Fu-mej. V dětství měl nejlepší vztahy s matkou a babičkou, zatímco otec byl na Ťing-kuoa přísný a svůj nacionalistický a tvrdý přístup, charakteristický i pro jeho vládu v Kuomintangu, praktikoval i na svém synovi. V roce 1925 začal chodit na vysokou školu v Šanghaji, odkud ho ale otec poslal studovat do Pekingu z důvodu nestability a protestů probíhajících v Šanghaji. Během studií ho zaujala myšlenka komunismu a s otcovým povolením odcestoval do Moskvy, kde začal studovat na Komunistické univerzitě pracujících východu, přímo spravované Všesvazovou komunistickou stranou (bolševiků). Chodil do třídy plné členů významných čínských rodin a budoucích vůdců, mimo jiné byl jeho spolužákem i Teng Siao-pching. V Sovětském svazu vystupoval pod jménem Nikolaj Vladimirovič Jelizarov.
V roce 1927 byl prakticky zadržen sovětskou tajnou policií,[zdroj⁠?!] když Čankajšek z pozice vrchního velitele kuomintangských armád provedl čistku proti komunistům a vykázal ze země sovětské poradce. Během celé doby svého nedobrovolného prodlouženého pobytu v SSSR Čankajšek odmítal jakékoli vyjednávání o výměně Ťiang za vůdce čínské komunistické strany a odmítal i veškeré snahy o mír s komunisty.
V roce 1932 Ťiang pracoval v Uralmaši, kde potkal běloruskou komsomolku Fainu Ipatěvnu Vachrevovou, se kterou se v roce 1935 oženil a měl s ní syna Ťiang Siao-wena. V roce 1937 Stalin umožnil Ťiangovi se svojí rodinou odcestoval do Číny.

## Politické působení
V roce 1937, kdy vypukla Druhá čínsko-japonská válka, ho otec zahrnul do politického působení. Byl jmenován odborníkem pro potlačení korupce, konzumace opia a prostituce v provincii Ťiang-si. Mezi lety 1939 až 1945 byl Ťiang Ťing-kuo komisařem prefektury Kan-čou. Zde studoval vládní management a v rámci svých pravomocí zakázal kouření, prostituci a gamblerství. Také nařídil postavit vzdělávací zařízení a nemocnice z důvodu přílivu uprchlíků z oblastí zasažených válkou.
Po porážce Japonska se znovu rozhořela občanská válka. V té době Ťiang pracoval jako správce Šanghaje, kde se potýkal s rostoucí korupcí a hyperinflací. Pro potlačení problémů začal používat praktiky, které se naučil v Moskvě. Nařídil zesílit tlak proti obchodníkům ze střední třídy a snížit ceny všeho zboží, čímž se snažil znovu získat sympatie pro nacionalisty u nižší třídy (proletariátu). Komunistické praktiky měly však obrácený efekt – ve městě vypukly nepokoje a celá Šanghaj se ponořila do hlubší ekonomické recese. Na to Ťiang reagoval tak, že začal zatýkat nejbohatší obchodníky a konfiskoval jejich majetek. Čistky dopadly i na významného bankéře H. H. Kunga, jež byl obviněn z hromadění zásob a zatčen, společně s dalšími členy jeho rodiny. Kungové začali Ťianga vydírat a hrozili, že o nich zveřejní inkriminující informace. Všichni zatčení byli posléze propuštěni a Ťiang rezignoval.
V roce 1950 byl Ťiang Ťing-kuo Čankajškem jmenován ředitelem tajné policie. V pozici opět uplatňoval sovětský model, včetně rozšíření politických sborů a provládní propagandy v armádě. Také ve funkci povolil mučení vězňů a svévolné zatýkání, za což byl po celou dobu působnosti kritizován. V roce 1955 Ťing nařídil zatčení válečného hrdiny Sun Li-žena, který údajně společně s podporou CIA plánoval puč proti Čankajškovi.
Mezi lety 1965–1978 obsluhoval pozice ministra obrany, vicepremiéra a premiéra Čínské republiky. Během toho období na něj byl v roce 1970 spáchán neúspěšný atentát ve Spojených státech.
Čankajšek s upadajícím zdravotním stavem převáděl čím dál více pravomocí na svého syna. Poté, co Čankajšek v roce 1975 zemřel, se prezidentem provizorně stal premiér Jen Ťia-kan. Po vypršení mandátu se Ťiang Ťing-kuo stal prezidentem.

## Prezident
Ťiang Ťing-kuo byl uveden do funkce parlamentem 20. května 1978. Ze začátku udržoval autoritářský styl vlády pěstovaný Čankajškem. Zavedl tzv. Deset hlavních stavebních projektů, které Tchaj-wanu pomohly stabilizovat ekonomiku po ropné krizi roku 1973. Projekt stál zhruba 300 miliard NT$ a měl za následek významný vzrůst tchajwanské ekonomiky a infrastruktury. V roce 1987 zrušil stanné právo, které v zemi platilo po celou dobu Čankajškovy vlády. Umožnil návštěvy rodinných příslušníků, kteří žili v Čínské lidové republice, a umožnil kritiku vlády v médiích.
Ťiang Ťing-kuo náhle zemřel ve věku 77 let na selhání srdce 13. ledna 1988 v Tchaj-peji.